# A400M Tactical Display
 (janvier 2024).
La mise en forme du texte ne suit pas les recommandations de Wikipédia : il faut le « wikifier ».
Les points d'amélioration suivants sont les cas les plus fréquents. Le détail des points à revoir est peut-être précisé sur la page de discussion.
- Les titres sont pré-formatés par le logiciel. Ils ne sont ni en capitales, ni en gras.
- Le texte ne doit pas être écrit en capitales (les noms de famille non plus), ni en gras, ni en italique, ni en « petit »…
- Le gras n'est utilisé que pour surligner le titre de l'article dans l'introduction, une seule fois.
- L'italique est rarement utilisé : mots en langue étrangère, titres d'œuvres, noms de bateaux, etc.
- Les citations ne sont pas en italique mais en corps de texte normal. Elles sont entourées par des guillemets français : « et ».
- Les listes à puces sont à éviter, des paragraphes rédigés étant largement préférés. Les tableaux sont à réserver à la présentation de données structurées (résultats, etc.).
- Les appels de note de bas de page (petits chiffres en exposant, introduits par l'outil «  Source ») sont à placer entre la fin de phrase et le point final[comme ça].
- Les liens internes (vers d'autres articles de Wikipédia) sont à choisir avec parcimonie. Créez des liens vers des articles approfondissant le sujet. Les termes génériques sans rapport avec le sujet sont à éviter, ainsi que les répétitions de liens vers un même terme.
- Les liens externes sont à placer uniquement dans une section « Liens externes », à la fin de l'article. Ces liens sont à choisir avec parcimonie suivant les règles définies. Si un lien sert de source à l'article, son insertion dans le texte est à faire par les notes de bas de page.
- La présentation des références doit suivre les conventions bibliographiques. Il est recommandé d'utiliser les modèles {{Ouvrage}}, {{Chapitre}}, {{Article}}, {{Lien web}} et/ou {{Bibliographie}}. Le mode d'édition visuel peut mettre en forme automatiquement les références.
- Insérer une infobox (cadre d'informations à droite) n'est pas obligatoire pour parachever la mise en page.

Pour une aide détaillée, merci de consulter Aide:Wikification.
Si vous pensez que ces points ont été résolus, vous pouvez retirer ce bandeau et améliorer la mise en forme d'un autre article.

Patch de l'A400M Tactical Display.

L'A400M Tactical Display est le nom donné à l'équipe chargée de la démonstration tactique avancée créée en 2018 pour présenter les capacités de l'Airbus A400M Atlas lors de manifestations aériennes. Depuis 2021, elle fait partie des ambassadeurs de l'armée de l'Air et de l'Espace.
Initialement prévue pour quelques présentations par an, elle est rapidement devenue un élément marquant des meetings aériens. Composée de pilotes expérimentés, l'équipe offre une démonstration impressionnante de l'A400M.
La démonstration, mêlant précision des manœuvres et respect des limitations de l'avion, illustre la performance exceptionnelle de l'A400M et le savoir-faire des équipages.

## Histoire et contexte
L'A400M Tactical Display, initialement conçu pour des présentations limitées, a rapidement évolué pour devenir une démonstration incontournable des manifestations aériennes.
En 2018, cinq ans après l'arrivée de l'A400M dans l'armée de l'Air, le Tactical Display émergea d'une demande du général Marbœuf, commandant la BAAP (Brigade aérienne d'assaut et de projection).
Il s'agissait de créer une démonstration en vol, initialement envisagée pour un public restreint (VIP et délégations officielles). Cette mission a été confiée à « Whisky » et « Fish », deux instructeurs expérimentés du CIET qui repensèrent le ruban initial afin de le rendre plus dynamique.
Ce qui devait être trois présentations annuelles devant un public limité a progressivement évolué vers sept à huit démonstrations annuelles. L'engouement suscité par ces spectacles aériens a rapidement propagé la réputation du Tactical Display, suscitant des invitations de multiples organisateurs de meetings aériens. 
Depuis 2018, l'A400M a réalisé une soixantaine de vols en démonstration[réf. souhaitée].

## Ruban de l'A400MTactical Display
Le ruban « beau temps » de la démonstration se décompose en huit figures distinctes :
1. Décollage zone de menace,
2. Flip flap haute vitesse,
3. Flip flap basse vitesse,
4. Arrivée Abeam,
5. Approche et remise des gaz forte pente,
6. Virage à 120° d'inclinaison,
7. Steep Approach et remise des gaz,
8. Posé et marche arrière.

Le ruban peut varier en fonction des conditions météorologiques mais également en cas de démonstration délocalisée.

## Équipage et préparation
Initialement formée par deux pilotes (« Whisky » et « Fish »), l'équipe s'est agrandie en 2019 pour inclure deux nouveaux pilotes (« Rix » et « Nessim ») en raison du rythme intense des démonstrations.
En 2021, « Gigi » a rejoint l'équipe en tant que PM.
Enfin en 2023, une restructuration a créé un poste de directeur (« Fish »), deux pilotes titulaires (« Gigi » en PF et « Mannoul » nouvellement recruté en PM) ainsi que trois pilotes remplaçants (« Nessim », « Whisky » et « Fish »).

« Whisky » et « Fish » dans l'A400M en 2018
« Rix », « Nessim », « Fish » et « Whisky » en 2019
Équipe Tactical Display 2022

### Composition et rôles

#### Pilotes
Deux pilotes expérimentés sont nécessaires à la conduite de l'A400M. Dans le cadre de la démonstration en vol, leurs rôles dans le cockpit sont répartis comme tel :
- Le PF ou Pilot Flying, a à sa charge la conduite du vol, le respect des limitations avions et du volume du meeting. Le PF de l'équipe est également le commandant de bord de l'appareil.
- Le PM ou Pilot Monitoring, assiste le PF, notamment par la surveillance des paramètres de vol, les changements de configuration avion, ainsi que l'anticipation des manœuvres à venir.

Une coordination étroite entre les pilotes pour exécuter les figures spécifiques du programme de démonstration est essentielle et fait l'objet d'un entrainement important au simulateur.

#### Loadmaster
Le loadmaster (en français : « chef de soute ») est un membre indispensable d'un équipage A400M, permettant de mettre en œuvre le système d'arme de l'appareil.
Dans le cadre du Tactical Display, il participe à la mise en œuvre de l'A400M et reste avec les pilotes pour surveiller l'environnement et les assister en cas de besoin. 
Les loadmasters sont sélectionnés ponctuellement, en fonction des besoins spécifiques des démonstrations.

#### Mécaniciens
Les mécaniciens font partie intégrante de l'équipe, ils sont identifiés pour l'entretien et le support technique de l'avion pendant les meetings.

L'équipe de mécaniciens de l'A400M Tactical Display.

### Préparation
Les pilotes identifiés pour la démonstration font l'objet d'un entraînement spécifique. Tous instructeurs sur A400M, ils doivent obligatoirement faire une première année en PM avant de pouvoir prétendre au rôle de PF.
L'entraînement se fait à 95 % au simulateur et consiste à s'exercer sur les points spécifiques de la démonstration (apprentissage du ruban, de la CRM particulière mais également en amont d'un meeting).

## Évènements et participations

### Meetings 2018
- Meeting aérien « Le temps des as » à Cambrai,
- Meeting de l'Air de la base aérienne 133,
- Meeting de l'Air de la base aérienne 105,
- Meeting « Free Flight » de Sainte-Maxime[4],
- Meeting aérien « Des étoiles et des ailes » à Toulouse-Francazal[5],
- Meeting de Valenciennes[6],
- Meeting de Cervolix[7].

### Meetings 2019
- SIAE Le Bourget[8],
- Les 80 ans de l'AIA de Clermont-Ferrand,
- Piper Operation Cobra à Jullouville[9],
- Meeting de l'Air sur la base aérienne 115,
- Meeting aérien international de la Somme,
- Meeting de Toulouse,
- Meeting de la Ferté-Alais.

### Meetings 2020
La saison 2020 a été affectée par la pandémie de Covid-19. Par conséquent, seule la présentation devant l'IHEDN sur la base aérienne 105 a été réalisée.

### Meetings 2021
- Fête de l'air à Limoges-Bellegarde[10],
- Meeting du Cap d'Agde,
- Meeting aérien international de la Somme[11],
- Fête aérienne « Le temps des hélices » à la Ferté-Alais,
- Meeting Air Legend à Melun-Villaroche,
- Journée portes ouvertes sur la base aérienne 116,
- Meeting aérien de Saint-Jean-de-Luz.

### Meetings 2022
- Meeting National Air de Cognac-Châteaubernard,
- Festival aérien international de Mortil,
- Journée portes ouvertes sur la base aérienne 113[12],
- Fête de l'air à l'Alpe d'Huez,
- Meeting Air Legend à Melun-Villaroche.

### Meetings 2023
Le fort engagement opérationnel de la 61e escadre de transport pendant la saison 2023 n'a pas permis la participation de l'A400M Tactical Display à tous les meetings programmés. La démonstration a néanmoins eu lieu aux meeting suivants : 
- Meeting National Air de Salon de Provence,
- Passage lors des 3V (Vélo, Volonté, Victoire) d'Avord,
- Passage Ambassadeurs lors des 24h du Mans,
- SIAE Le Bourget[13],
- Meeting Air Legend à Melun-Villaroche.

### Meetings 2024
- Meeting du Grand Est à l'aérodrome de Chambley le 24 et 25 mai[14],

- 500 Ferrari contre le cancer, Le Vigeant, 1er juin,
- Fête de l’Air à l'Aéroport de Limoges-Bellegarde le 2 juin,
- 90 ans de l’Armée de l’Air et de l’Espace au Château de Versailles le 26 et 29 juin,
- Meeting de Palavas-les-Flots et Agde le 18 et 19 juillet,
- Meeting de la Somme à l'Aéroport International Amiens - Henry Potez le 24 et 25 août,
- Air Legend à Melun-Villaroche le 14 et 15 septembre,
- Journée Portes Ouvertes de la Base aérienne 125 Istres-Le Tubé le 28 et 29 septembre,
- Meeting de Saint-Jean-de-Luz le 13 octobre.

### Meetings 2025
- Meeting de l'Air d'Orléans-Bricy le 24 et 25 mai[15].
- Meeting aérien « Le temps des Hélices » à l'aérodrome de La Ferté-Alais, pour le tableau « Cinéma : Mission impossible »[16],[17]